# Henk Groener
Hendrikus Franciscus Groener, plus connu sous le nom d'Henk Groener, né le 29 septembre 1960 à Leersum, est un joueur puis entraîneur hollandais de handball.
À la tête de l'équipe nationale féminine des Pays-Bas, il a participé à la progression du handball néerlandais avec une médaille d'argent au Championnat du monde 2015 puis une demi-finale aux Jeux olympiques de 2016.

## Palmarès

### Joueur
- Vainqueur du championnat des Pays-Bas (2) : 1984, 1992

### Entraîneur
Avec les Pays-Bas (féminine)
- 8e place au Championnat d'Europe 2010
- 15e place au Championnat du monde 2011
- 13e place au Championnat du monde 2013
- 7e place au Championnat d'Europe 2014
- finaliste au Championnat du monde 2015
- 4e place aux Jeux olympiques de 2016

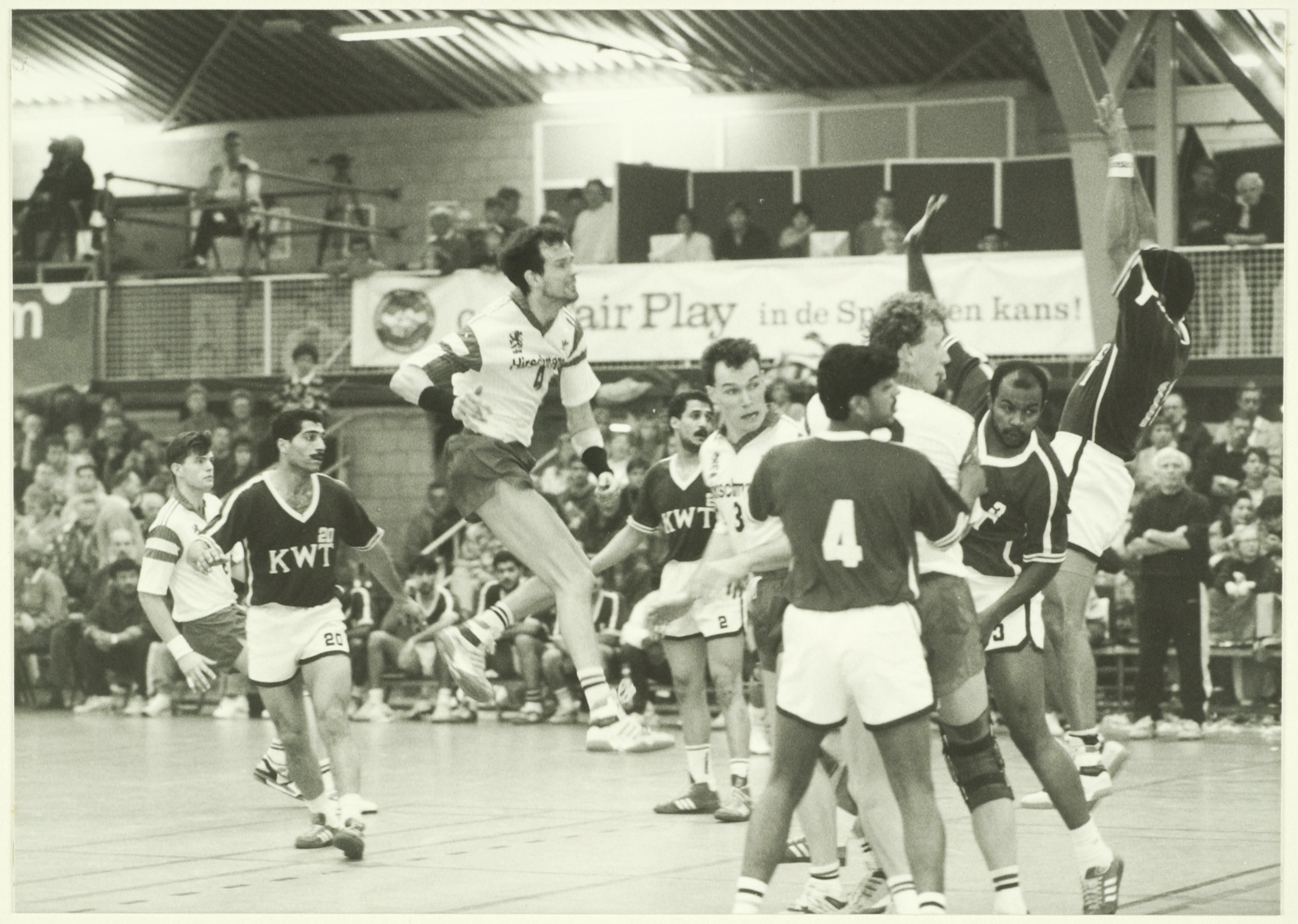
Groener après un tir avec les Pays-Bas face au Koweït en 1991.